# 广州市执信中学

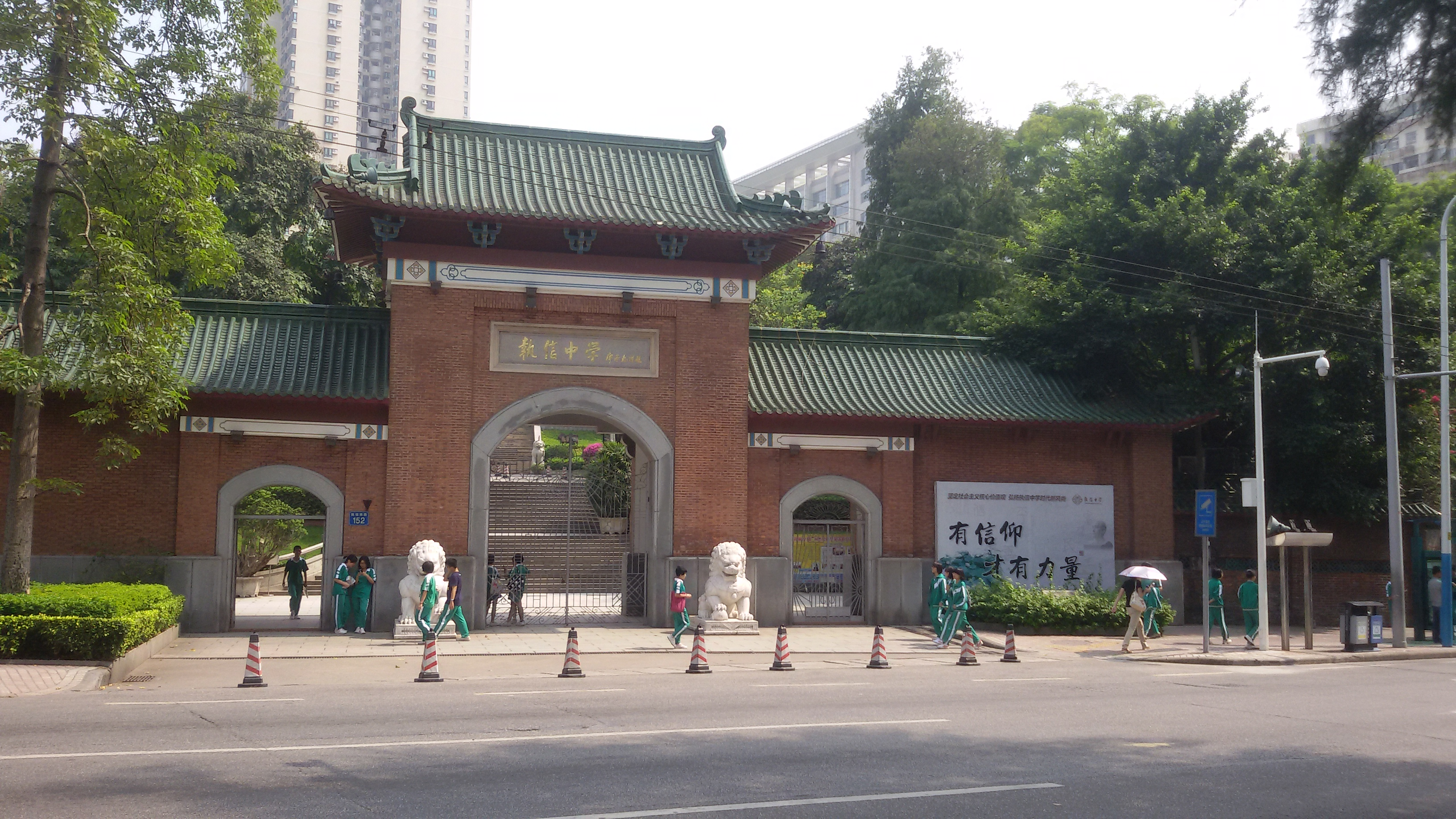
执信中学校门

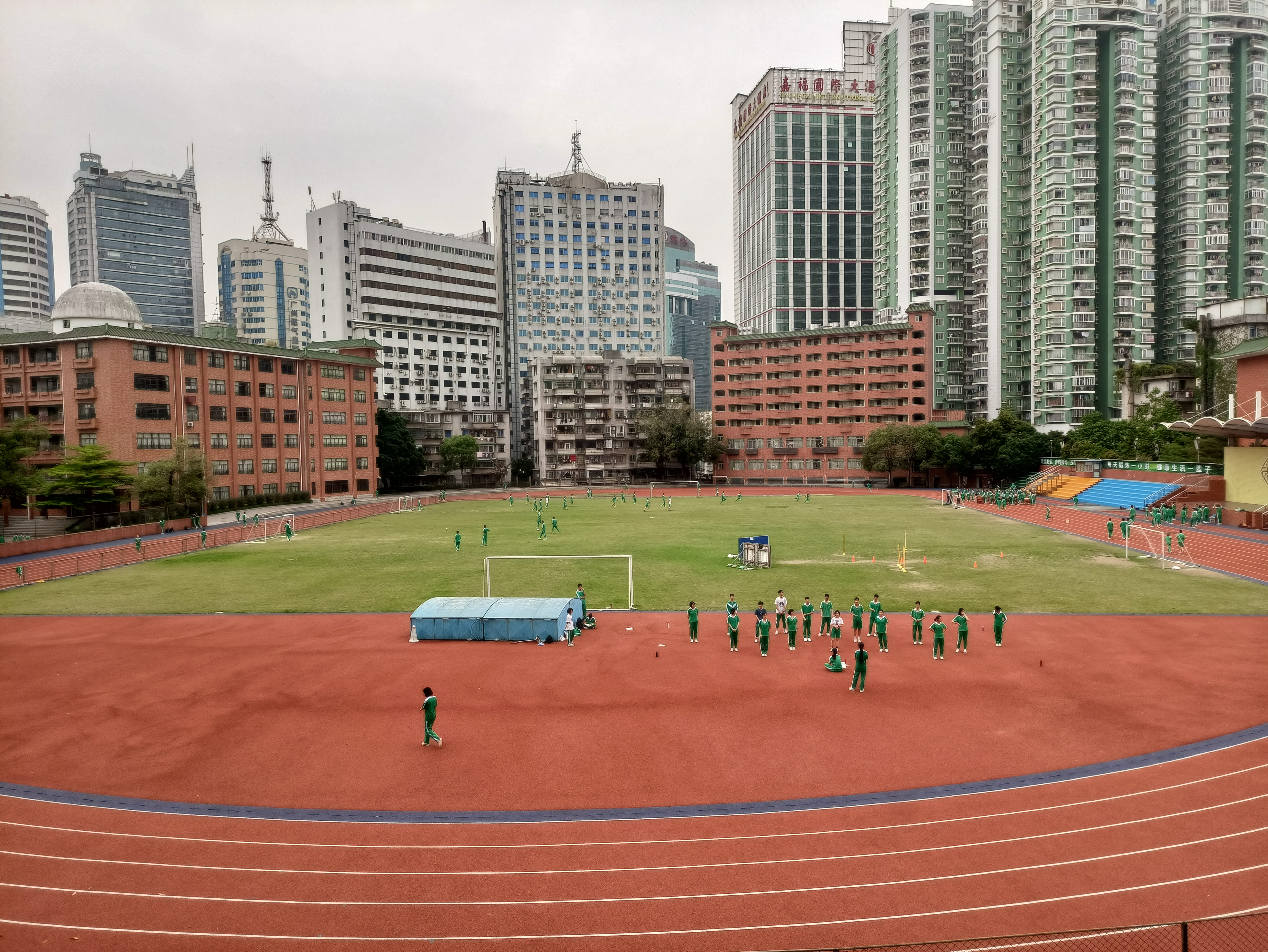
执信中学体育场

广州市执信中学，简称执信中学，校本部位于中华人民共和国广州市越秀区执信南路，是孙中山于1921年为纪念近代民主革命家朱执信而创办的学校，校内有朱执信墓。执信中学曾率先推进新学制。二十世纪二十年代，执信中学已是国内37所重点中学之一。中华人民共和国成立后于1978年再次被定为省市重点中学；1994年被评为广东省一级学校。目前执信中学是广州重点中学之一和首批创办24所国家级示范性普通高中之一, 常年入选百强中学。

## 学校历史

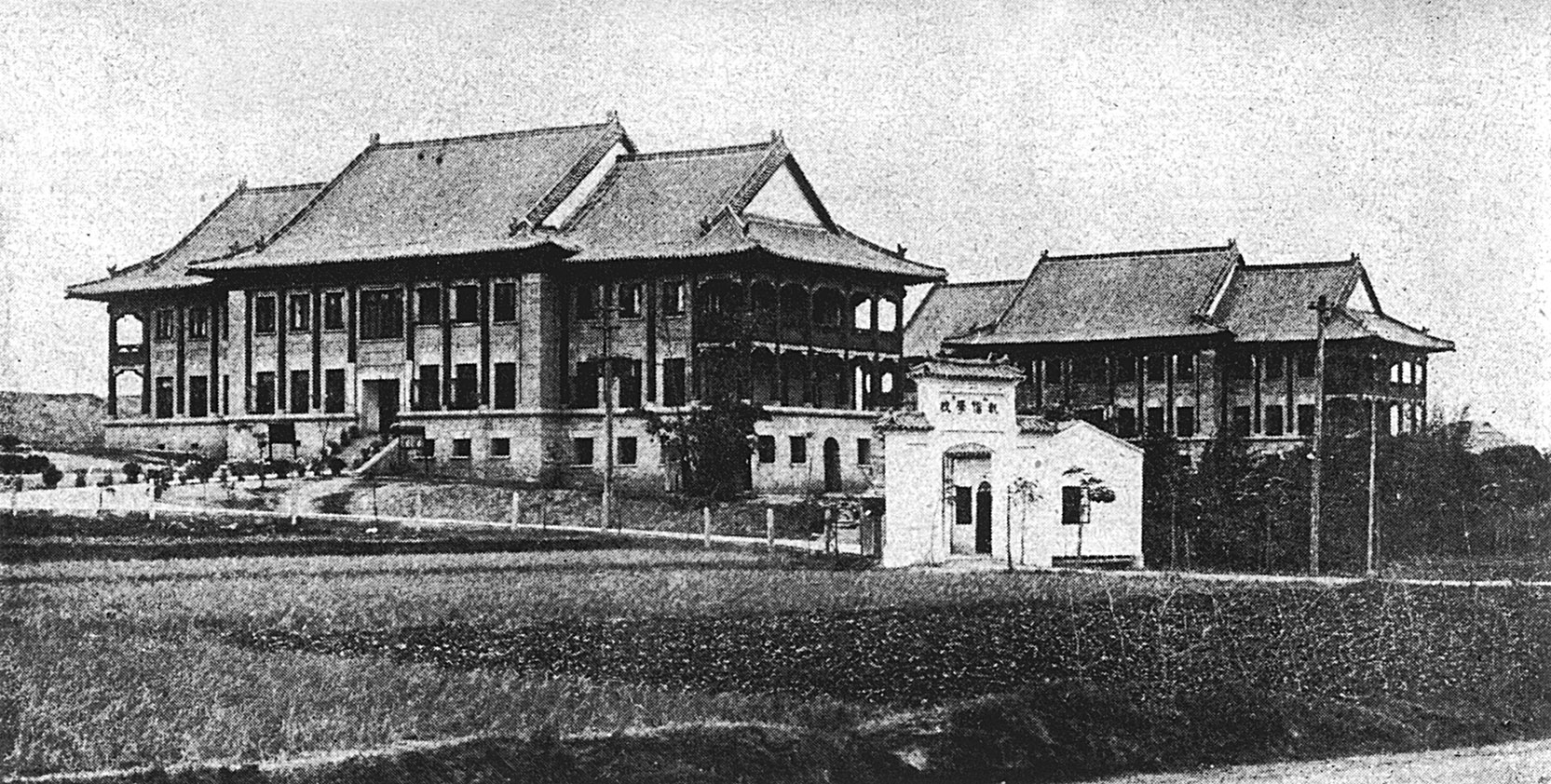
執信學校

執信中學始創於1921年，初名執信學校，并于当年10月1日举行了开学典礼。孙中山携夫人宋庆龄出席并在开幕典礼上发表演说。其内容如下：
|          | 执信为革命实行家，又为文学家。中华民国之有今日，实赖执信之毅力感化同党，及感化国民有以致之。不论何役战争，皆曾参与，且必躬冒矢石，不避艰险。复邃文学，著作等身，无一不非惊人之论。不止有文武兼备之革命实行家，论其一生行为，算是中国之明星。去年粤军返斾之役，以救国救乡之故，不幸竟以身殉。今同人等设立斯校，无非为纪念，及冀望后死者继先烈之志起见。愿诸生人人皆学执信之毅勇果敢以求学，及改造未来之社会，以完成一庄严璀璨之中华民国，有厚望焉。 |
| ——孙中山 | |

周恩来任黄埔军校政治部主任期间，曾多次到校会见师生。邓颖超当时在执信学校任教，其母杨振德女士亦任学校舍监。
最初校址在应元路应元书院。1928年迁至执信南路现址。
校内的朱执信墓原为衣冠冢，1936年因位于先烈东路127号的原朱执信墓有白蚁，将朱执信遗骸迁入现执信中学的朱执信墓，而原墓改为衣冠冢。

### 早期校董
金曾澄、汪精卫、胡汉民、林森、廖仲恺、伍朝枢、许崇清、邹鲁、陈璧君、李石曾、吴稚晖、孙科、邓泽如、古应芬，林云陔、胡清瑞、陈廉伯、陈耀祖、陈融、郭标、戴传贤、李大钊、张继、霍芝庭、曾醒、谭延恺、何香凝、陈公博、曾仲鸣、马洪焕、刘纪文、褚民谊等。

### 校名变迁

曾用校徽

| 时间        | 校名                 |
| ----------- | -------------------- |
| 1921—1927年 | 执信学校（私立）     |
| 1928—1943年 | 执信女子中学（私立） |
| 1943—1953年 | 广东省立执信女子中学 |
| 1953—1966年 | 广州市第一女子中学   |
| 1966—1968年 | 广州市红女中         |
| 1968—1978年 | 广州市第55中学       |
| 1978年至今  | 广州市执信中学       |

### 历任校长
- 曾醒 1921.10-1927.9 （曾醒回國在上海时，由廖奉恩短暂代理1921.10-1922.5，民国十一年六月曾醒来粤）
- 杨道仪 1927.9-1940.9
- 金曾澄 1940.9-1943.7
- 林宝权 1943.7-1949.10
- 孔庆余 1950.1-1958.4
- 张逸 1958.5-1964.7
- 张克 1964.7-1967.6
- 张克 1967.7-1970.4
- 桂光国 1970.5-1971.10
- 王植生 1971.11-1974.4
- 黄斌全 1974.4-1974.9
- 虞肯堂 1974.9-1976.7
- 姚昭满 1976.8-1978.9
- 虞肯堂 1978.10-1980.3
- 周国贤 1980.4-1983.8
- 叶世雄 1983.9-1988.3
- 辛丽军 1988.4-1990.7
- 陈炽欣 1990.8-1999.7
- 朱健强 1999.8-2003.1
- 刘仕森 2003.2-2008.6
- 何勇 2008.6-2022.8
- 陈民 2022.8-2025.2
- 许文学 2025.3-

## 校歌

### 民国时期校歌
执信校歌
汪季新 作词　萧友梅 作曲
执信！执信！好学精神！
 既殚精以求知，复笃志于力行！
 嗟我诸生兮，毋忘执信之好学精神！
执信！执信！革命精神！
 既鞠躬以尽瘁，终杀身以成仁！
 嗟我诸生兮，毋忘执信之革命精神！

### 共和国时期校歌
我们前进在先烈路上
 　　　　——执信中学校歌
 韩笑 作词　郑秋枫 作曲
白云山，珠江水，听执信歌声嘹亮。
 黄花岗，红花岗，听我们书声朗朗。
 攀登文化的高峰，锻炼坚强的翅膀。
 努力学习，天天向上，我们前进在先烈路上；
 努力学习天天向上，我们前进在先烈路上。
紫荆美，白兰香，爱执信荷塘明月。
 木棉红，菊花黄，爱我们苗圃朝阳。
 辛勤园丁育英雄，争做祖国的栋梁。
 振兴中华，为国争光，我们前进在先烈路上。
 振兴中华，为国争光，我们前进在先烈路上。

## 校训
崇德瀹智
“瀹”意为浸渍、疏通。“崇”与“瀹”为互体结构，意为崇尚、陶冶、培育、养成。合成为一个词组：“崇德瀹智”，意为“追求达德广才，修养大德大智”。
- 执信校训由前国民政府主席林森提出并题写，镌刻在执信中学执信南路校本部门楼东侧门额。

## 部分知名校友
- 廖承志 - 原中共中央政治局委员，全国人大常委会副委员长
- 蒲蛰龙 - 第三至第七届全国人大代表，原广东省科协主席，原中山大学副校长
- 张素我 - 张治中将军的女儿，北京对外贸易大学教授，曾任全国政协常委、全国妇联副主任
- 陶斯亮 - 原中国市长协会专职副会长兼秘书长
- 魏钢 - 少将、原中国空军装备部部长

## 执信中学文物建筑
执信中文物建筑为广州市的一个市级文物保护单位，类型为近现代重要史迹及代表性建筑，公布时间为1999年7月，历史年代为近代。
执信中学现存文物建筑主要有门楼、南座、北座、执信荷塘的三孔小桥、执信墓等。
门楼与南座、北座均为红砖外牆，绿琉璃瓦顶。门楼为三个券门，当中一间为歇山顶。南座与北座均为硬山顶，高二层，加一层石砌的基础层。北座有民国十五年（1926年）的奠基石，为汪兆铭所题，另外门额刻有「忠孝 仁爱 信义 和平」；南座有石额刻有「厚德载物」及「仁慈博厚以育万物为女德之要义」等字句，年款为「民国二十年春月」。
旧图书馆建于1923年，和东座、南座教师办公楼均为两层红牆绿瓦建筑，其外貌至今尚保持完好。三座建筑分立三面，互相呼应，绿琉璃瓦顶，贯通一、二层的朱红色圆柱。

## 其他校区及分校
执信中学除校本部外还有二沙岛校区、水荫路校区和天河校区，分校包括番禺星执学校、南海执信中学、执信中学琶洲实验学校、从化流溪中学、执信中学南沙学校和执信中学清远实验学校。天河校区于2021年8月28日正式启用。
校区及分校由四种教育组团方式成立：第一种是建立分校区直接领导管理，教学和领导人员统一由校本部指派调配, 教学备课工作统一进行, 但是存在一定的独立性，如天河校区和水荫路校区, 值得注意的是, 二沙岛校区长期作为国际部教学校区, 因为教学性质的特殊性享有更大的独立权, 具体管理措施暂不清楚；第二种是委托管理，如执信中学琶洲实验学校由海珠区政府委托执信中学管理, 该校作为独立编制单位, 但是存在人员借调情况, 即执信中学南沙学校的教师会首先在校本部体系, 包括水荫路校区等地教学, 然后调回南沙学校；第三种是帮扶合作，如执信中学对从化流溪中学实施深度帮扶，建立合作共建关系; 第四种是民办学校挂靠, 即番禺星执学校, 该校与广州市执信中学建立战略合作关系, 并且为执信中学输送优质生源, 采用执信中学校服.